# Câmp-Moți, Bihor
Câmp-Moți este o localitate componentă a orașului Vașcău din județul Bihor, Crișana, România.
 Acest articol despre o localitate din județul Bihor este deocamdată un ciot. Puteți ajuta Wikipedia prin completarea lui.